# Уличен фитнес
Стрийт уъркаут, стрийт фитнес или уличен фитнес (от англ. Street Workout и Street Fitness) е спорт, включващ силови и гимнастически упражнения на улична площадка. Основните уреди са лост, успоредка и земя, но могат да се извършват упражнения и на халки, т.нар „маймунски лост“ (от англ. Monkey bar), ръкохватки и др.

## История
Със създаването на YouTube през 2005 година, групи и индивидуално спортуващи, започват да качват видео клипове, популяризират този спорт чрез социалните мрежи и започват да се организират тренировъчни събирания и турнири.

## Популярност
Стрийт уъркаут е популярен в доста страни, но най-вече в САЩ, Полша, Русия, Бразилия и на Балканите, в това число и в България. Строят се все повече площадки с лостове във всички краища на България.

## Видове упражнения
Стрийт уъркаутът се съдържа от „базови“ елементи, „динамика“ и фрийстайл/комбинирани елементи (от англ. freestyle– свободен стил). Базовите упражнения изискват сила, издръжливост и експлозивност, като например набирания с подхват и надхват (набирания в предна и задна везна), кофички, лицеви опори (лицеви в планч), вдигане на краката на L-sit, V-sit, I-sit, коремни възлизания и други. Фрийстайл упражненията са тези, които изискват повече издръжливост и атрактивност, отколкото сила. По-известни силови елементи са силово възлизане, предна везна, задна везна, страдъл планч, фул планч, малтийз планч (планчовете включват много разновидни хватове), Станчев малтийз (самолет Станчев, на името на своя създател – Йордан Станчев), планч на една ръка, хефесто, хюмън флаг, флаг на една ръка, хендстенд (стойка), холоубек (hollow-back), преси от планч на стойка, набирания на везни (предна и задна) и др. А известни елементи от динамиката са 360 над лоста, 360 под лоста, 540, 720, 900, слънце, джинджър флип, скин дъ кеч, смъртно чод лоста, смъртно над лоста и други.

## Street Workout в България
В България Street Workout набира все по-голяма популярност. В почти всеки град ежегодно се провежда поне един турнир, а по площадките се организират масови тренировки, насочени с цел да се включат още желаещи.

## Любопитно
По традиция хората, занимаващи се със Street Workout, избягват да употребяват цигари и алкохол, рядко прибягват и до насилие. Повечето, които тренират, използват за мотивация музика, най-често от стилове като рап, дъбстеп, трап, рок, метъл и др. Street Workout е единственият спорт, в който няма възрастови или полови ограничения, въпреки че на повечето турнири участниците се разпределят по категории според тегло, възраст и пол. Спортът развива бицепса, трицепса, раменете, гърба и коремните мускули на практикуващия.